# Federal National Mortgage Association
La Federal National Mortgage Association (FNMA), surnommée « Fannie Mae », est une Government Sponsored Enterprise (GSE), c'est-à-dire une société d'économie mixte à capitaux privés et à mission publique, créée par le gouvernement fédéral américain dans le but d'augmenter la taille du marché des prêts hypothécaires.
Plus précisément, il s'agit d'une société par actions qui, missionnée par le Congrès des États-Unis, bénéficie d'avantages (particulièrement fiscaux), notamment pour titriser des hypothèques. Elle achète ainsi des hypothèques sur le marché des prêts hypothécaires de « première main », les assemble en titres de prêts hypothécaires de « deuxième main », et les revend à des investisseurs sur le marché mondial.
Son surnom « Fannie Mae » est une création phonétique faite à partir de son sigle (FNMA), ce qui permet de l'identifier plus facilement.

## Histoire
Fannie Mae, alors agence du gouvernement fédéral, est créée en 1938 par la puissance publique américaine. Le président Franklin Roosevelt souhaite promouvoir l'accès à la propriété immobilière et pour cela faciliter le marché hypothécaire en le rendant plus liquide. En effet avant 1938 le marché hypothécaire était tenu par des établissements privés qui finançaient les prêts hypothécaires par les dépôts des épargnants, ce qui limitait fortement l'expansion de l'octroi des prêts et donc l'activité économique dans le secteur de la construction.Trois décennies après, la guerre du Viêt Nam engendre des difficultés budgétaires de la puissance publique qui cherche alors à se désengager des activités porteuses de dettes ou de dépenses budgétaires. En 1968, Fannie Mae est transformée en Government Sponsored Enterprise (GSE), société à capitaux privée et à mission de service public définie par la puissance publique. Richard Nixon souhaite placer en situation de concurrence Fannie Mae. En 1970 est créée sa sœur cadette, Freddie Mac. Ces deux GSE auront des missions similaires mais se différencieront partiellement. Ainsi Fannie Mae traite principalement avec les grands organismes bancaires alors que Freddie Mac traite principalement avec les organismes de crédit de plus petite taille.
L'énorme développement de Fannie Mae dans les années 2000 est dû à l'administration Clinton qui met en place un programme d'aide à l'achat immobilier. Avec la garantie de l'État, le marché prospère. Il engendre une bulle immobilière et émet « des montants épiques de dette hypothécaire ».

### Crise des subprimes
Fannie Mae et Freddie Mac jouent un rôle majeur dans le système de titrisation au cœur de la crise des subprimes survenue en 2007 et en 2008. En mars 2007, le gouverneur de la Réserve fédérale (Fed), Ben Bernanke, donne une allocution consacrée au risque systémique porté par ces deux GSE dont la dette est alors de 5 200 milliards de dollars. À la mi-2008, alors que la crise des subprimes s'apprête à connaître son paroxysme, elles possèdent ou garantissent environ 5 400 milliards de dollars du marché américain des hypothèques, évalué à environ 12 000 milliards de dollars,. 
Bien que son capital soit privé, la mission de service public et les privilèges qu'elle en tire, font que Fannie Mae est considérée comme implicitement garantie par la puissance publique, même si aucun dispositif légal ne l'explicite. En outre beaucoup de gens œuvrant dans le secteur de la finance estiment qu'elle est trop importante pour que la puissance publique la laisse tomber en faillite le cas échéant (too big to fail). Ainsi, le 26 juillet 2008, le gouvernement fédéral intervient pour prévenir sa faillite, juste avant son dépôt de bilan potentiel, et procédera à sa nationalisation en septembre 2008,, prenant son contrôle en septembre 2008 par le biais de la Federal Housing Finance Agency (en) (FHFA), l'organisme qui le régule.
En 2009, malgré le sauvetage financier réalisé par le gouvernement à la suite de performances financières catastrophiques, plusieurs cadres de Fannie Mae recevront des bonus atteignant jusqu'à 100 000 dollars.

## Principaux actionnaires
Au 15 avril 2020.
| Capital Research & Management      | 18,0% |
| Pershing Square Capital Management | 9,98% |
| Dodge & Cox                        | 5,49% |
| The Vanguard Group                 | 3,34% |
| First Eagle Investment Management  | 2,10% |
| Brandes Investment Partners        | 2,00% |
| Good Hope Advisers                 | 1,99% |
| Dreman Value Management            | 1,98% |
| Esl Investments                    | 1,92% |
| Renaissance Technologies           | 1,84% |